# جو إي. مان
جو إي. مان (بالإنجليزية: Joe E. Mann)‏ هو عسكري أمريكي، ولد في 8 يوليو 1922 في ريردان في الولايات المتحدة، وتوفي في 19 سبتمبر 1944 في بيست في هولندا.